# CX-52

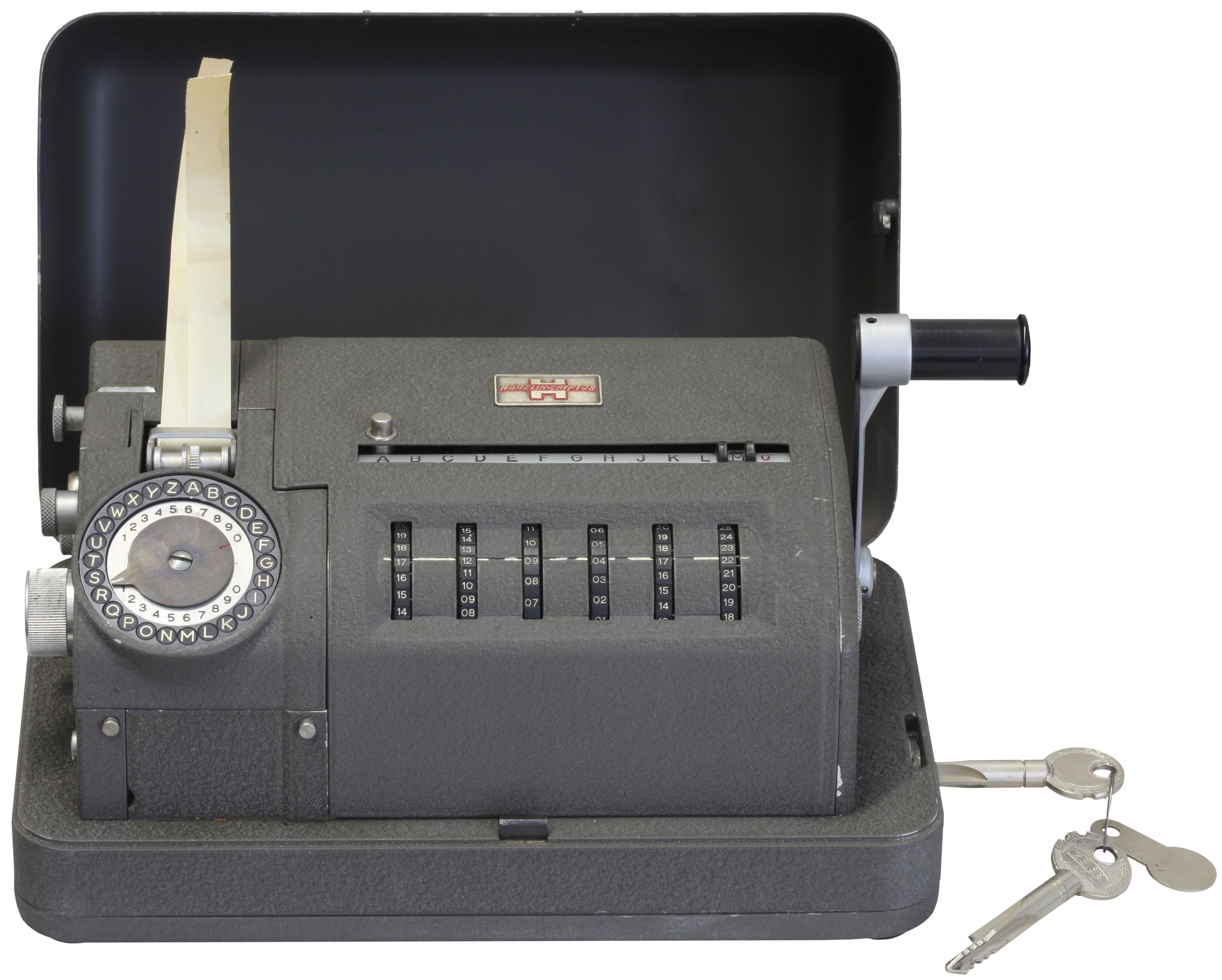
Eine Hagelin CX‑52. Gut zu erkennen sind (vorne rechts) die sechs nebeneinander angeordneten Rotoren…

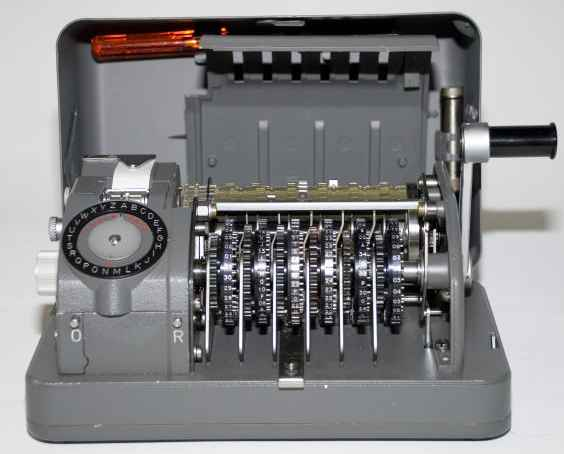
…die bei geöffnetem Deckel noch besser zu sehen sind.

Die CX-52, wie auch ihre unmittelbare Vorläuferin, die C-52, ist eine mechanische Rotor-Chiffriermaschine, die ab 1952, also während der Frühzeit des Kalten Krieges, durch den schwedischen Erfinder und Unternehmer Boris Hagelin von seiner im selben Jahr in der Schweiz gegründeten Crypto AG hergestellt wurde.

## Geschichte
Nach dem kommerziellen Erfolg seiner noch vor dem Zweiten Weltkrieg entwickelten Vorläufermaschine, genannt C‑36 beziehungsweise C‑38, die in leicht modifizierter Form im Krieg unter der Bezeichnung M‑209 auf amerikanischer Seite in Stückzahlen von etwa 140.000 eingesetzt wurde, entschloss sich Boris Hagelin nach dem Krieg, eine weiter verbesserte Nachfolgerin zu entwickeln. Aufgrund ihrer fortschrittlichen Bauart war die CX‑52, die eine leicht verbesserte Version der kurz zuvor entwickelten C‑52 darstellte, eine zu ihrer Zeit kryptographisch besonders starke Maschine. Grund war ihre hohe kombinatorische Komplexität, die einen sehr großen Schlüsselraum zur Folge hatte. Innerhalb weniger Jahre wurden C‑52 und CX‑52 in mehr als sechzig Länder exportiert.

## Prinzip und Aufbau

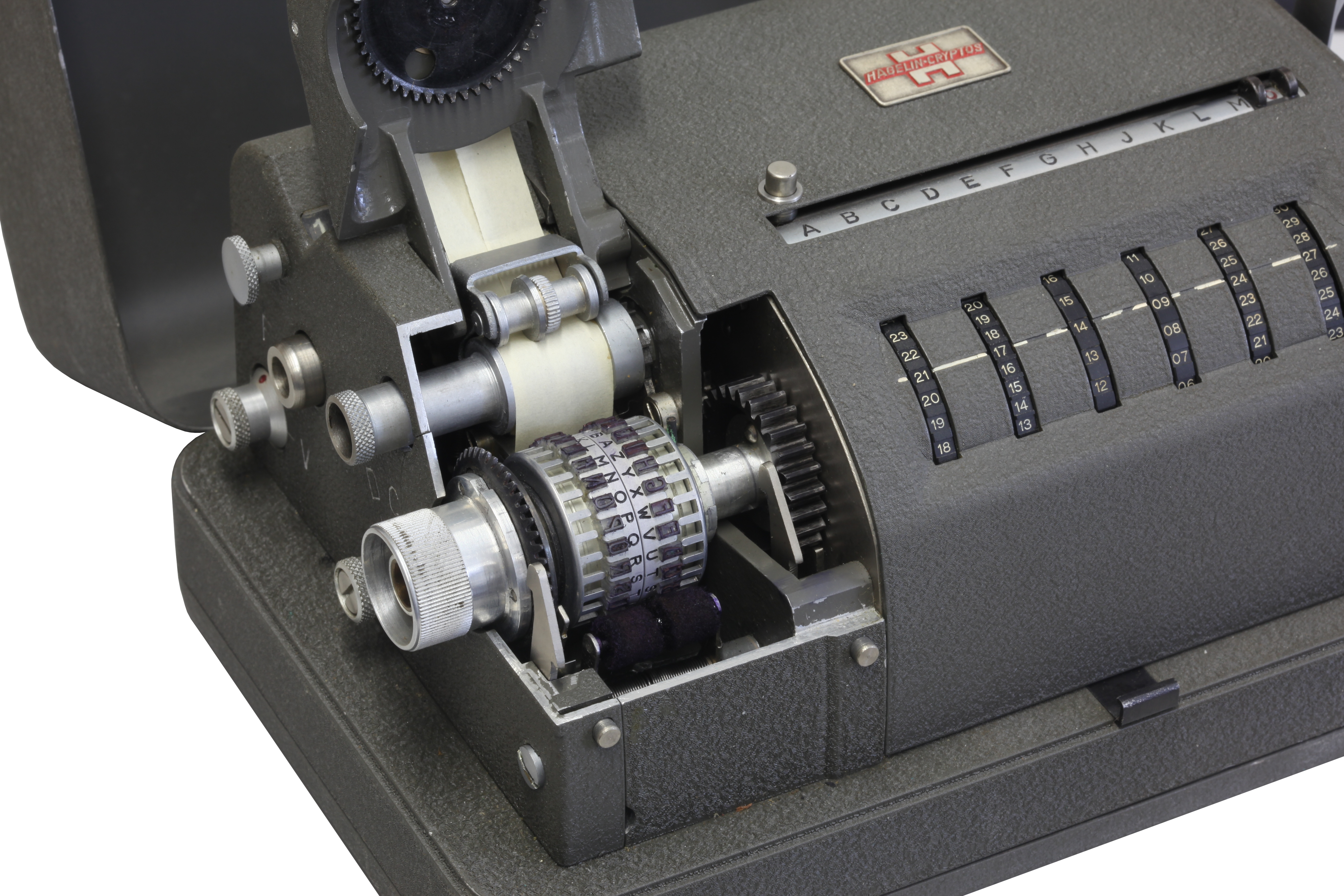
Der Drucker befindet sich auf der linken Seite der Maschine. Er druckt Klar- und Geheimtext nebeneinander auf einen gummierten Papierstreifen.

In der Maschine sind sechs nebeneinander liegende einzeln drehbare Schlüsselräder angeordnet, die aus einem Sortiment von zwölf Rädern ausgesucht werden können. Jedes einzelne Rad weist entlang seines Umfangs eine andere Unterteilung auf, nämlich 25, 26, 29, 31, 34, 37, 38, 41, 42, 43, 46 und 47. Das Produkt dieser zwölf Zahlen ist 4.471.925.691.552.664.800. Außer den Faktoren 25, 3 und 52 besteht das Produkt aus den Primfaktoren 7, 13, 17, 19, 23, 29, 31, 37, 41, 43 und 47.
Klar- und Geheimtext werden mithilfe eines auf der linken Seite der Maschine integrierten Druckers auf einen gummierten Papierstreifen gedruckt. Ebenfalls an der linken Seite der Maschine neben dem Papiervorschubrändel befindet sich der Umschalter für Entschlüsseln (D) oder Verschlüsseln (C).

## Hell H-54

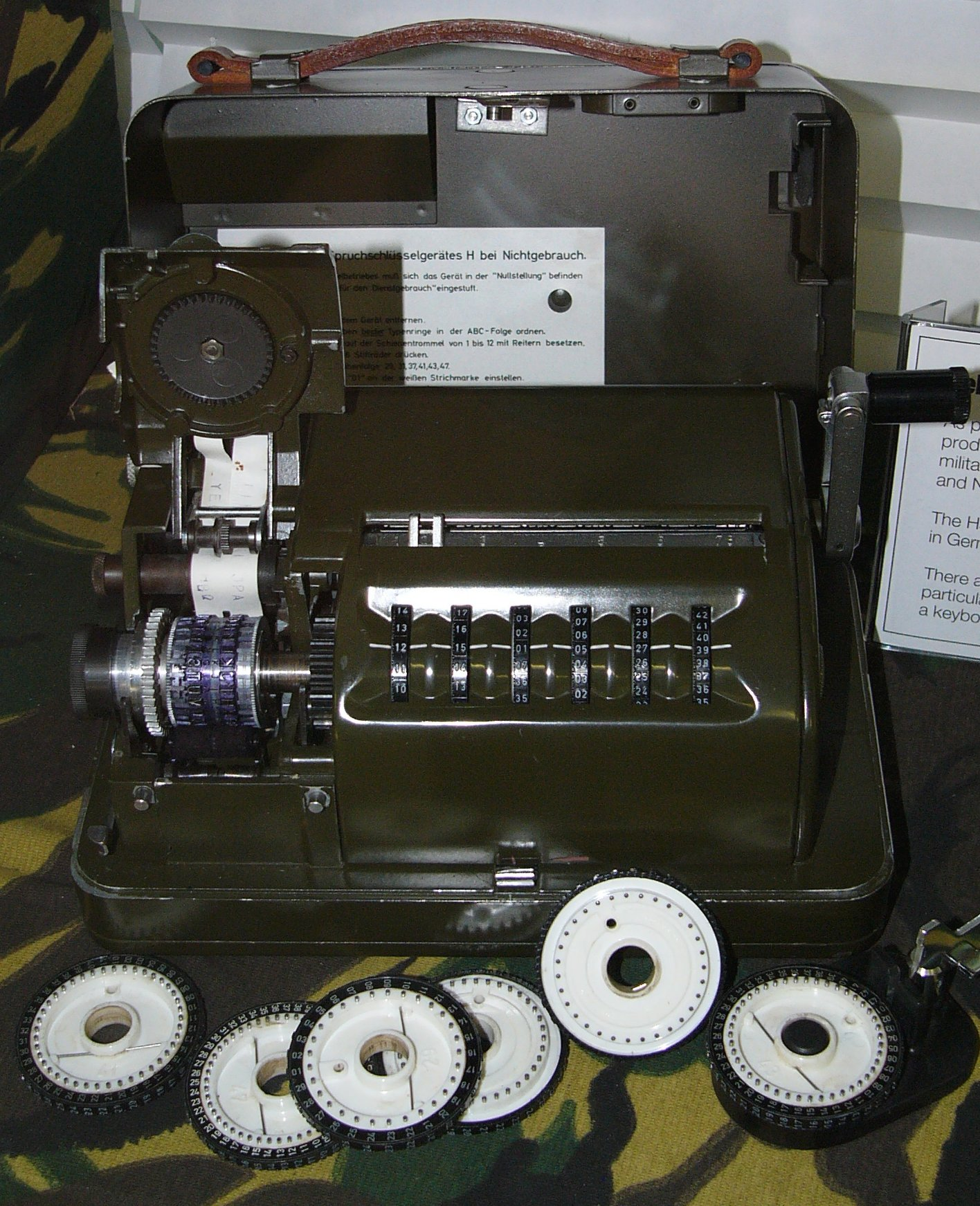
Die Hell H-54 ist ein lizenzierter Nachbau der CX-52

Nach dem Krieg, als es der jungen Bundesrepublik noch verboten war, eigene Verschlüsselungstechnik zu entwickeln, wurde die CX‑52 als lizenzierter Nachbau in den Hell‑Werken gefertigt. Dabei wurde die Bedienbarkeit und Zuverlässigkeit durch Rudolf Hell verbessert, und sie kam 1954 als Hell H-54 auf den Markt.

## Operation Rubikon
Wie Anfang 2020 aufgedeckt wurde, waren CIA und BND in der Lage, den verschlüsselten Datenverkehr „mitzulesen“. Unter dem Decknamen „Operation Rubikon“ hatten diese zusammen über Siemens als Strohmann den Schweizer Hersteller Crypto AG in den 1970er Jahren heimlich aufgekauft.
Boris Hagelin (* 2. Juli 1892 in Adschikent) kannte bereits seit Jahrzehnten den amerikanischen Chef-Kryptologen William Friedman (* 24. September 1891 in Chișinău). Beide stammten ursprünglich aus Russland und waren nahezu gleich alt. Wie man heute weiß, hatten sie bereits kurz nach dem Zweiten Weltkrieg, Anfang der 1950er-Jahre, eine weitgehende Zusammenarbeit vereinbart. Diese betraf auch die CX‑52, die sich als sehr sichere Maschine erwies und die selbst für die NSA kaum zu „knacken“ war, vorausgesetzt sie wurde korrekt verwendet. Die NSA verfasste daraufhin „alternative“ Bedienungsanleitungen, wodurch die Verschlüsselung entscheidend geschwächt wurde. Solche Handbücher wurden an Staaten geliefert, deren Nachrichtenverkehr die NSA gerne abhören wollte.